# Klemens Wesselkock
Klemens Wesselkock (* 10. April 1935 in Füchtorf) ist ein deutscher Wirtschaftswissenschafter, er war Ministerialdirektor und von 1985 bis 1995 Vorstandsvorsitzender der Hamburg-Mannheimer Vers.-AG.

## Ausbildung und beruflicher Werdegang

Unterschrift Klemens Wesselkock

Aufgewachsen ist Wesselkock in Schwege Kreis Osnabrück. Nach dem Abitur im westfälischen Warendorf 1954 studierte Wesselkock von 1955 bis 1959 Wirtschaftswissenschaften an der Universität Köln mit Abschluss als Diplomkaufmann. Nach einem Wirtschaftsreferendariat von 1960 bis 1963 legte er noch das Assessorexamen ab.
Wesselkock begann seine Berufslaufbahn in der Bundesfinanzverwaltung. Ab Mitte 1966 arbeitete er im Bundesfinanzministerium in Bonn. Er war dort zuletzt Ministerialdirektor und Abteilungsleiter für Währungspolitik, Geld- und Kreditpolitik. Im August 1984 wechselte er in den Vorstand der Hamburg-Mannheimer Versicherungs-AG, Hamburg, dessen Vorsitz er im Juni 1985 als Nachfolger von Günter Kalbaum übernahm und bis 1995 ausübte. Die von ihm geleitete Gesellschaft, an der maßgeblich die Münchener Rückversicherung und daneben die Allianz Versicherung, beide in München, beteiligt waren, war die zweitgrößte Lebensversicherung in Deutschland.

## Veröffentlichungen
- Spielräume für Innovationen in der Lebensversicherung. Zeitschrift für die gesamte Versicherungswissenschaft, Berlin 1991, S. 279–286
- Finanzpolitik im Deutschen Bundestag. Zusammengestellt von Klemens Wesselkock. Mit einem Vorwort von Alex Möller, Bonn 1974, Verlag az studio
- Subventionen und Subventionspolitik, Schriftenreihe des Bundesministeriums der Finanzen, Bonn 1978, Heft 25